# Talia A. Davis
Talia A. Davis ist eine US-amerikanische Schauspielerin und Synchronsprecherin.

## Leben
Davis sammelte erste Erfahrungen als Bühnendarstellerin im Kindesalter. So gehörte sie unter anderen zum Ensemble der „Barney and Friends“-Tournee Ende der 1990er bis Anfang der 2000er Jahre. Sie erhielt später Stipendien für darstellende Kunst und Wissenschaft und machte einen Bachelor-Abschluss in Theater und Psychologie. Sie spricht fließend Französisch. Erste Filmrollen übernahm sie 2016 in den Spielfilmen Villain Squad – Armee der Schurken als Gelda und Cyblings als Haley sowie im Kurzfilm A Lovely Afternoon. 2017 sprach sie für die englischsprachige Fassung die Rolle der Purita Bracho in 72 Episoden der venezolanischen Fernsehserie Para verte mejor. Im Folgejahr war ihre Stimme im Computerspiel Dynasty Warriors 9 zu hören und sie spielte Rollen in den Spielfilmen Shoot und He Watches Over Me. 2021 hatte sie eine Nebenrolle im Kurzfilm Daisy Boy inne.

## Filmografie (Auswahl)
- 2016: Villain Squad – Armee der Schurken (Sinister Squad)
- 2016: Cyblings
- 2016: A Lovely Afternoon (Kurzfilm)
- 2018: Shoot
- 2018: He Watches Over Me
- 2021: Daisy Boy (Kurzfilm)

## Synchronisationen (Auswahl)
- 2017: Para verte mejor (Fernsehserie, 72 Episoden)
- 2018: Dynasty Warriors 9 (Computerspiel)

## Theater (Auswahl)
- Back of the Throat, Regie: Don Luna
- The Odyssey, Regie: Kelly Russell
- Barneys Musical Castle (North American Tour), Regie: Jim Rowley
- Bare A Pop Oprea, Regie: Terry Lewis
- Shadow Box, Regie: Jazzay Jabbar
- Since '76, Regie: Dee Wright